# Фенольо, Беппе
Беппе Фенольо (итал. Beppe Fenoglio; 1 марта 1922, Альба — 18 февраля 1963, Турин) — итальянский писатель.

## Биография
Во время Второй мировой сражался в партизанском отряде. Работал служащим в торговой фирме. Признание получил после смерти, после публикации в 1965 году повести «Личные обстоятельства», получившей высокие оценки от критиков. Во всех своих произведениях описывал сельский мир и времена Второй мировой войны.

## Произведения
- L’affare dell’anima e altri racconti
- Appunti partigiani : '44-'45
- Una crociera agli antipodi e altri racconti fantastici
- Un giorno di fuoco
- L’imboscata
- Lettere : 1940—1962
- La paga del sabato
- Партизан Джонни  Il partigiano Johnny (1968)
- La malora
- Primavera di bellezza : romanzo
- Личные обстоятельства, Una questione privata (1963)
- I ventitré giorni della città di Alba